# Куду (Буш-дю-Рон)
Куду или Кудукс(фр. Coudoux) — коммуна на юго-востоке Франции в регионе Прованс — Альпы — Лазурный Берег, департамент Буш-дю-Рон, округ Экс-ан-Прованс, кантон Бер-л’Этан.
Площадь коммуны — 12,65 км², население — 3292 человека (2006) с выраженной тенденцией к росту: 3470 человек (2012), плотность населения — 274,3 чел/км².

## Население
Население коммуны в 2011 году составляло 3459 человек, а в 2012 году — 3470 человек.
| 1962 | 1968 | 1975 | 1982 | 1990 | 1999 | 2006 | 2007 | 2011 | 2012 |
| ---- | ---- | ---- | ---- | ---- | ---- | ---- | ---- | ---- | ---- |
| 579  | 880  | 1042 | 2228 | 2360 | 2868 | 3292 | 3352 | 3459 | 3470 |

Динамика населения:

## Экономика
В 2010 году из 2179 человек трудоспособного возраста (от 15 до 64 лет) 1662 были экономически активными, 517 — неактивными (показатель активности 76,3 %, в 1999 году — 70,4 %). Из 1662 активных трудоспособных жителей работали 1544 человека (794 мужчины и 750 женщин), 118 числились безработными (47 мужчин и 71 женщина). Среди 517 трудоспособных неактивных граждан 222 были учениками либо студентами, 164 — пенсионерами, а ещё 131 — были неактивны в силу других причин.
На протяжении 2010 года в коммуне числилось 1292 облагаемых налогом домохозяйства, в которых проживало 3403,0 человека. При этом медиана доходов составила 24 тысячи 655 евро на одного налогоплательщика.